# 芦荟大黄素
芦荟大黄素（或称为1,8-二羟基-3-羟甲基蒽醌）是一种蒽醌衍生物，分子式C15H10O5，与大黄素是同分异构体，存在于芦荟属植物中。